# Barchon
Barchon (Bårxhon, Bår'hon en való) és un nucli del municipi belga de Blegny a la província de Lieja a la regió valona.
Es troba al marge del Bacsay, també anomenat el Ways, un petit afluent del Bolland a una altitud de 178 metres sobre el nivell mitjà del mar. Fins que el 1878 va esdevenir un municipi, era una partida de Cheratte. A la fi de 1976, abans la fusió amb Blegny, tenia 666 habitants.

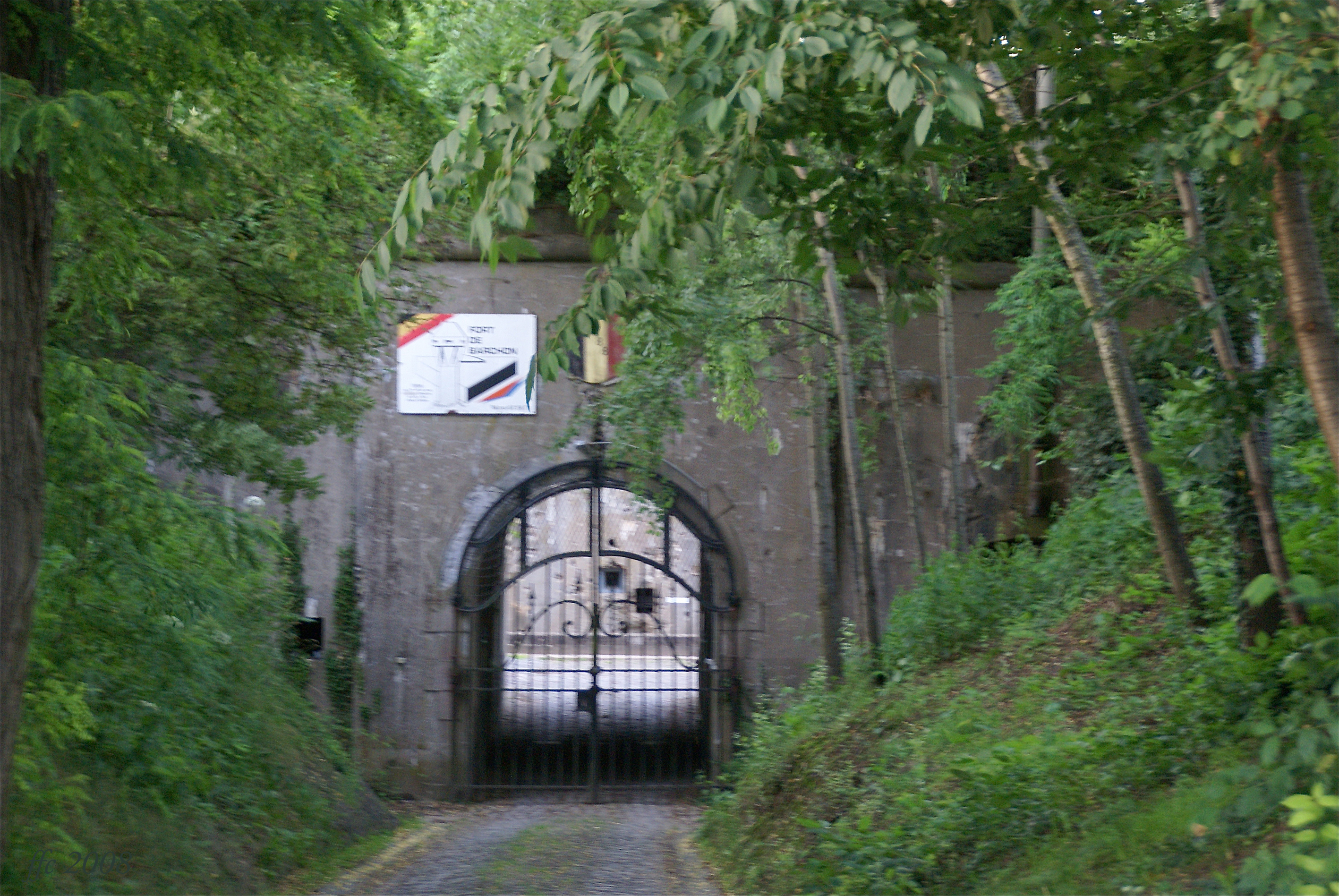
Entrada del Fort de Barchon
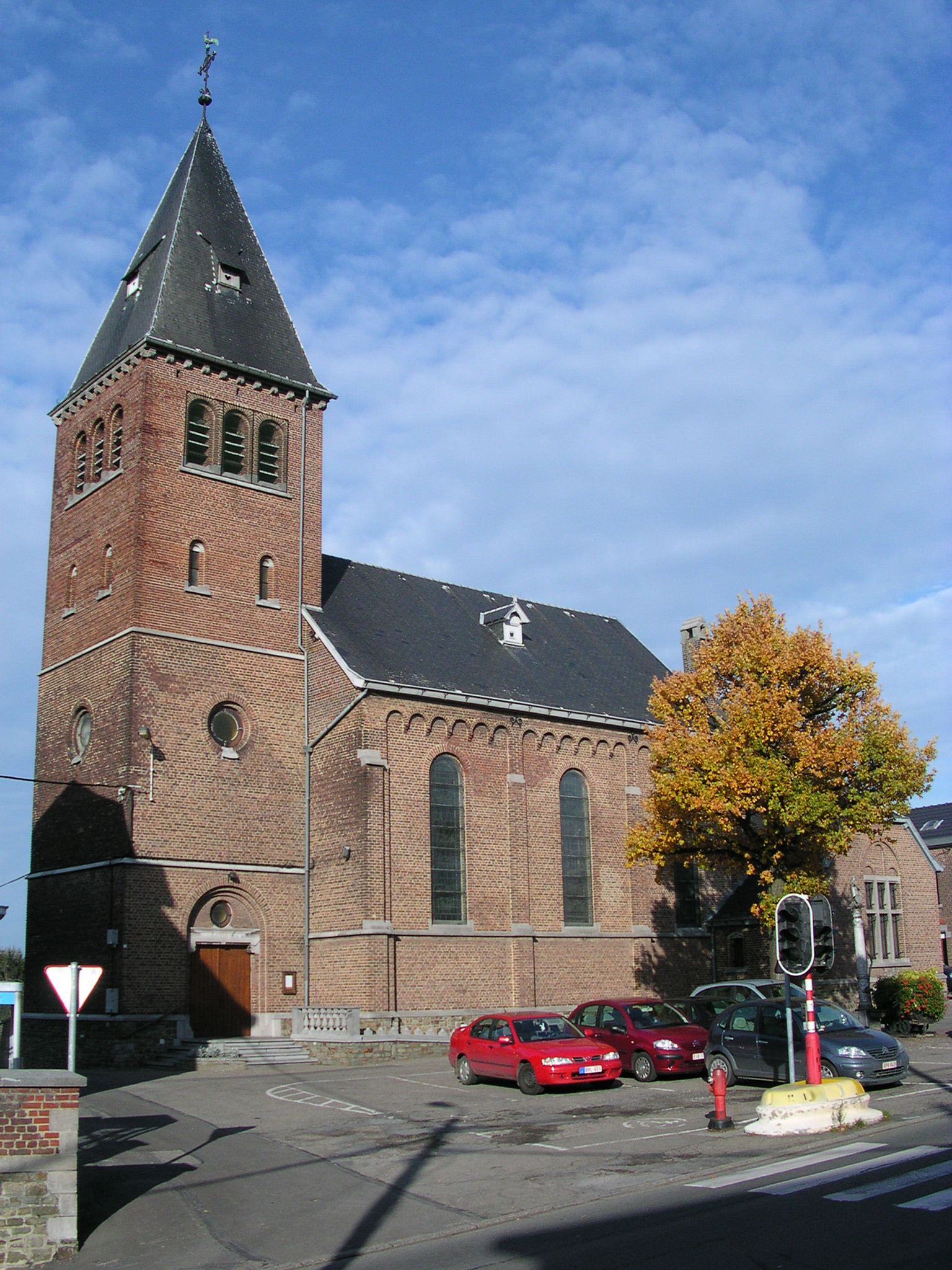
Església de Climent d'Alexandria
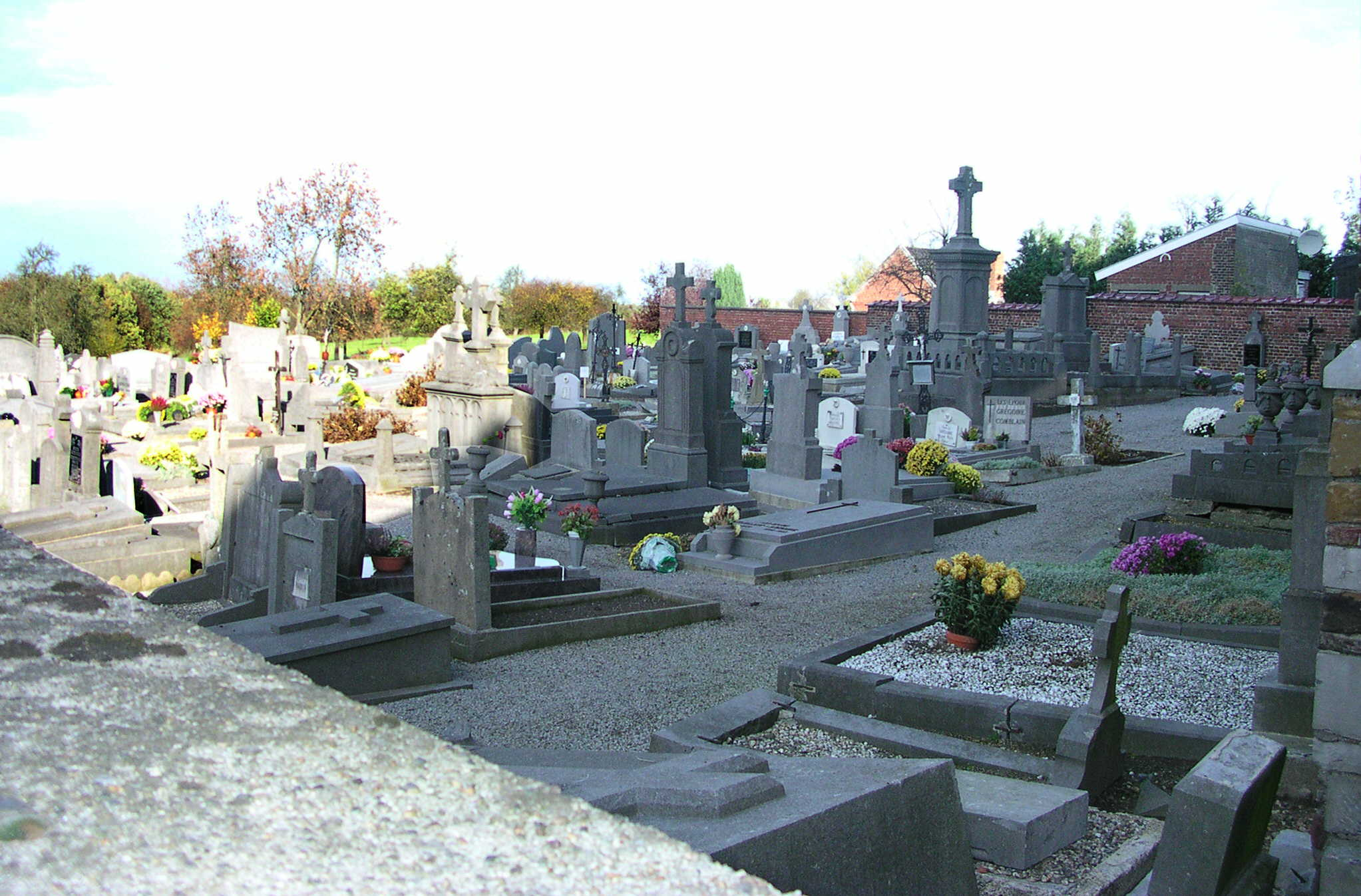
Cementiri

Locs d'interès
- El Fort de Barchon, construït el 1888 sota la direcció de l'arquitecte militar Henri Alexis Brialmont